# Вятка-автомат
Вятка-автомат (англ. Vyatka Autowasher, полск. Domowa Pralka Automatyczna Wiatka) — бывшая марка стиральных машин производства Кировского завода «Электробытприбор» (ныне — «Веста»), затем перешедшего во владение итальянской фирмы (Candy). Выпускалась с 1981 года.
Вятка-автомат не была первой автоматической стиральной машиной, производившейся в Советском Союзе. До неё с 1975 по 1977 год выпускалась автоматическая стиральная машина марки «Волга-10». Причиной снятия с производства «Волги-10» было то, что квартирные электросети зачастую не выдерживали высокого потребления тока автоматической машиной.

## История

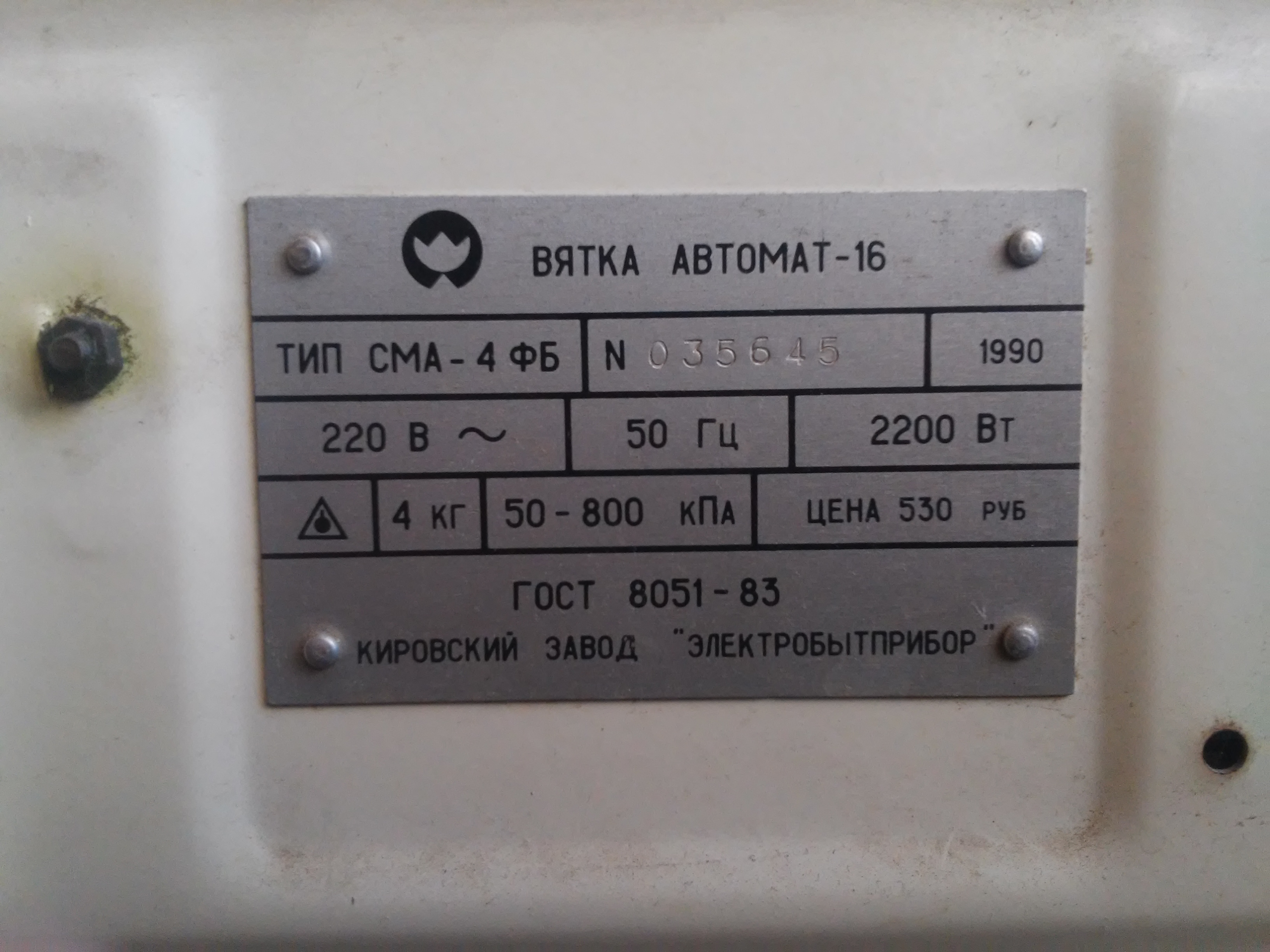
Заводская табличка стиральной машины «Вятка-автомат-16» 1990 г.

В 1974 году Министерство машиностроения для лёгкой и пищевой промышленности и бытовых приборов СССР (Минлегпищемаш) покупает у итальянской компании Merloni лицензию на производство стиральной машины-автомат Ariston моделей 1972 года. Выпуск стиральной машины предполагал строительство нового цеха, поставку и отладку производственного оборудования для Кировского завода «Электробытприбор», а также поставку 300 тысяч комплектов запчастей для старта цеха, наладки производства и логистики у смежных производств запчастей на территории стран Варшавского договора и СССР.
В 1979 году завершается строительство нового производственного цеха завода.
В 1980 году выпущена пробная модель «Вятка-Автомат-12». Число 12, как и в оригинальной модели Ariston, означает количество программ. Собственно, это всего лишь количество операций, программируемых механическим командоаппаратом. Последовательных программ было две, а «расширение» до 12 производилось за счёт пропуска начальных операций в циклограмме при соответствующей установке ручки селектора.
23 февраля 1981 года была произведена первая партия из ста машин. За «Вяткой-Автомат-12» последовали «Вятка-Автомат-14» и «-16». Позже в 1990 году выпущена модернизация «-18» с иной лицевой панелью, регулятором температуры нагрева воды, кнопками доп. режимов круглой формы.
В середине 80-х через фирму Tento (Техноинторг СССР) поставлялась на рынки других стран на экспорт. Глобальных отличий экспортных вариантов от вариантов для внутреннего рынка СССР не было. Однако модель «-16» имела исполнение Люкс, где передняя панель отделана декоративной накладкой из шлифованной нержавеющей стали и дополнительно размещен регулятор установки температуры.
Все три модели Вятка-Автомат — это лицензионные модели одной линейки стиральных машин Ariston 70-х годов, но в различных комплектациях. Базовая модель «12» основана на модели Ariston LB 120, модель «14» — на базе модели LB 150, а модель «16» — на базе модели Ariston LB 615 (её отличает наличие смотрового окна над ручкой выбора программы стирки, дополнительные кнопки программирования стиральной машины и иная пластиковая лицевая панель).
Лицевая панель, люк загрузки белья и люк загрузки порошка, а также окраска корпуса могли быть красного, синего, коричневого, серого, чёрного или белого цвета и различных сочетаний цветов элементов, в отличие от машин Ariston.
Розничная стоимость была 495 рублей, сумма по тем временам немалая, примерно три среднемесячные зарплаты (к примеру, цветной телевизор стоил в то время примерно от 250 до 750 рублей). Затем цена стиральной машины уменьшилась до 400 руб. На советском телевидении появилась одна из первых реклам, в которой рекламировали Вятку-автомат. Реклама действовала в духе «Перестройки» объявленной ранее в СССР. Уменьшения количества времени необходимого участия человека, автоматизации процесса регулярно повторяющегося в течение жизни человека, а также инновационности подхода и облегчении труда советских женщин. В рекламе не упоминается о зарубежном происхождении стиральной машины. Граждане СССР при этом знали, как и в случае с автомобилями Жигули, что это импортная стиральная машина, по «сарафанному радио».

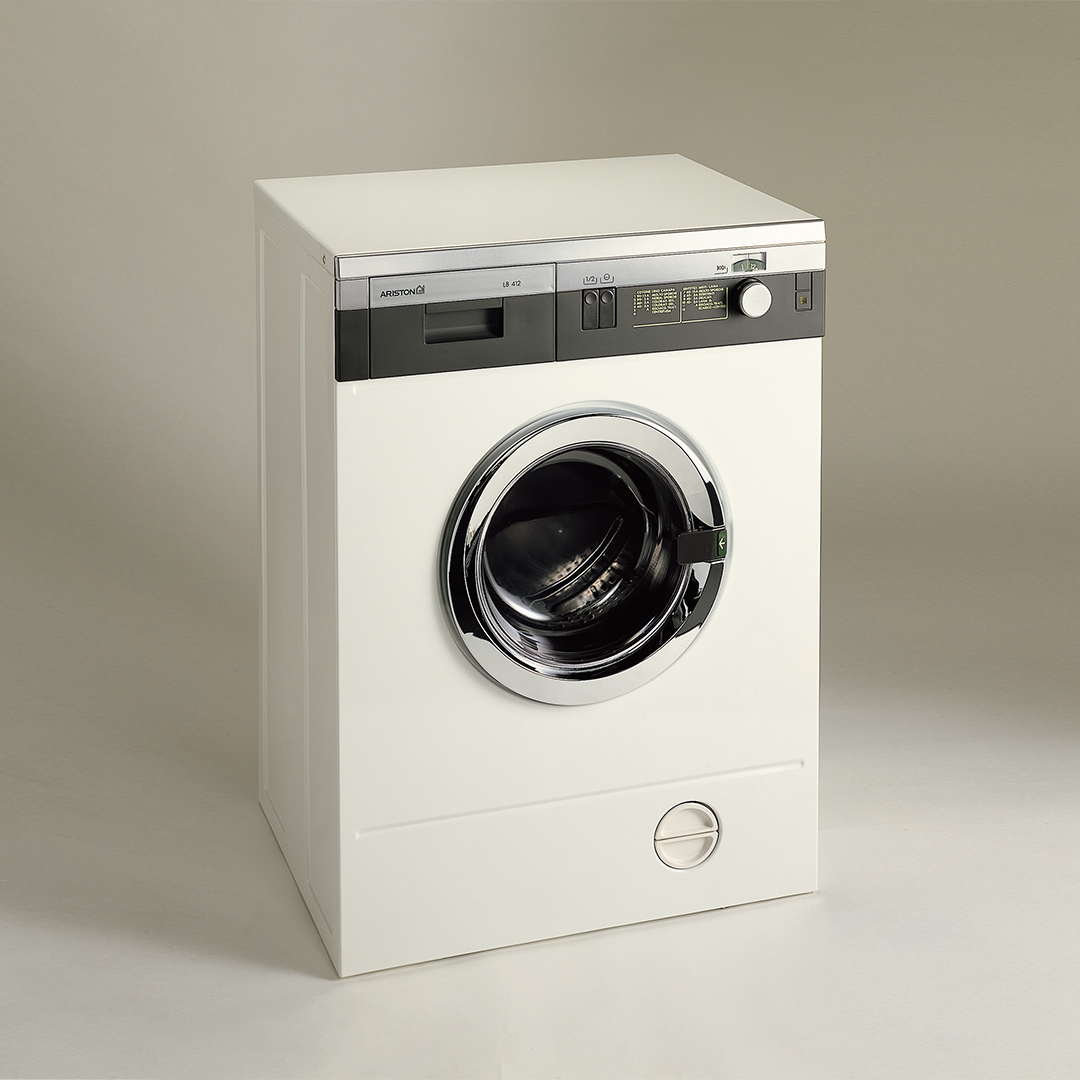
Стиральная машина Ariston LB 412, послужившая основой для производства Вятки-Автомат 16. Имеет несколько иное оформление лицевой панели.

Стиральная машина продавалась свободно в магазинах, но считалась товаром роскоши. Поэтому на её покупку образовывались очереди и нелегальные продажи по завышенной цене. Газета «Московский Комсомолец» от 1990 года в заметке «У богатых свои причуды» публиковала заметку о чёрном рынке товаров в РСФСР и Эстонии. Цена на стиральную машину в Эстонии составляла 1500 советских рублей, в Москве по данным газеты, Вятку-Автомат можно было купить за 1300 советских рублей, при этом отпускная официальная цена завода в 90-м году составляла 530 рублей.
В некоторых магазинах для покупки могли потребовать справку из ЖЭКа о соответствии электрической проводки нормам потребляемой мощности. Этим нормам соответствовали дома, построенные после 1978 года. Стиральная машина подключалась к холодному водоснабжению, а также в вариантном исполнении могла подключаться не только к холодному, но и к горячему водоснабжению, что позволяло существенно экономить электроэнергию на нагреве воды. И имела все атрибуты безопасности современной стиральной машины, в виде подключения к заземлению (хотя не все дома в СССР имели УЗО и заземление), электрический кран залива воды, а также прессостат для контроля уровня воды в баке.
Кроме продажи в магазинах электротоваров СССР, стиральные машины поставлялись в больницы, военные гарнизоны, и городские прачечные - туда, где невозможно было разместить промышленные комбинаты и машины для стирки белья.
В 1991 году завод перешёл на арендную форму собственности.

### После распада СССР
В 1992 году завод был преобразован в производственно-торговую фирму «Веста». Был разработан новый модельный ряд. Однако в 1998 году ПТФ «Веста» была объявлена банкротом. Для реорганизации производства была создана фирма «Алёнка», получившая контроль над брендом, в 2000 году она была переименована в ОАО «Веста».
В 2005 году завод «Веста» был выкуплен итальянской фирмой Candy (четвёртым в Европе производителем бытовой техники), произведено полное обновление оборудования стоимостью 18 млн евро. Новый владелец отказался от первоначальных планов по прекращению производства «Вятки» и решил развивать товарный знак дальше. Появились новые модели «Вятка-Мария», «Вятка-Катюша» и «Вятка-Алёнка» основанные на базе стиральных машин Candy, а также вертикальная стиральная машина «Вятка-Bianca 1000» . В 2006 году объём производства составил 60 тысяч единиц, в 2008 году он вырос до 300 тысяч стиральных машин в год. Через пять лет руководство предприятия объявило о начале производства холодильников. В 2015 году Кировский завод стиральных машин начал поставки своей продукции за границу — в Европу, Новую Зеландию, Австралию и Японию.

## Недостатки модели
- Часть машин марки Вятка-автомат, в первоначальном базовом варианте не имела электрического замка блокировки открытия дверцы люка загрузки белья, использовалась механическая защелка. Вследствие чего дверцу можно было открыть в процессе стирки.
- Стиральная машина имела бак из эмалированной стали, ввиду этого при долгой эксплуатации и использовании отбеливателей эмаль бака повреждалась, что вело к повреждению бака коррозией и протечке воды. Ремонт таких повреждений в СССР был очень сложен в виду требования полной разборки бака, сварочных работ, пескоструя, вторичной окраски, замены РТИ и герметизации бака. Время дефицита товаров и неопределенности 80-90-х годов в СССР приводило к проблеме в покупке запчастей. Большая часть машин первоначальной серии после выхода из строя уходила на утилизацию (ввиду содержания серебра в командоаппарате и меди в электродвигателе) и разбор на запчасти. На замену приобретались импортные машины, которые стали доступны к покупке после распада СССР в начале 90-х.

- Высокий расход электроэнергии 2.2 кВт, при весьма плохом качестве электросети в советских квартирах. Зачастую электросеть в советских домах была сделана из алюминиевых проводов, электросеть не имела УЗО, и советские автоматы отключения имели долгое время реагирования на перегруз электропроводки.
- Большой вес более 90 кг без упаковки. В картонной коробке вес составлял 117 кг.
- Большой расход воды на цикл стирки.
- Высокая цена изделия. Три средних зарплаты гражданина СССР.

## Достоинства
- Высокое качество стирки относительно остальных стиральных машин СССР. Качество стирки обеспечивалось благодаря мощному электромотору, ТЭНу, и широкой гаммой программ по длительности.
- Полная автоматизация процесса стирки, не свойственная стиральным машинам СССР. Также машина автоматически отжимала бельё и нагревала воду.
- Строгий дизайн, высокое качество используемых компонентов, использование импортных запчастей на ответственных узлах. Дизайн оригинальной модели из 70-х неплохо смотрелся и в 00-х годах на фоне конкурентов.
- Обслуживаемая конструкция  — ремонту могли подвергаться как бак стиральной машины, так и электрокраны залива воды и другие элементы машины. Ступица блока подшипников допускала шприцевание смазочными материалами, насос слива воды имел отсек для очистки от грязи, катышек и отпавших элементов одежды.
- Кассета для порошка имела отдельное подключение на каждую секцию кассеты. Это позволяло полностью использовать весь стиральный порошок загруженный в кассету.

## Окончание производства и закрытие бренда
К 2010 году компания Candy, владелец Кировского завода, постепенно отказалась от использования бренда Вятка-Автомат. Выпущена именная серия, откуда убрали слово Автомат. Стиральные машины получили распространенные Российские женские имена. Эта серия стала последней для самостоятельного бренда «Вятка».